# Марквард I фон Феринген-Зигмаринген
Марквард I фон Феринген-Зигмаринген (на немски: Marquard I von Veringen-Sigmaringen; † между 6 май и 31 декември 1165) от род Епенщайни, е 1123 г. граф на Феринген, Зигмаринген и Шварцах (1134/1137 – 1155) в днешен Баден-Вюртемберг.

## Биография
Той е вероятно син на Улрих фон Епенщайн († 1120). Внук е на Луитполд фон Епенщайн († 1090) и правнук на Маркварт IV фон Епенщайн († 1076), херцог на Каринтия, и на Луитбурга фон Плайн († 1065).
Граф Марквард вероятно построява замък Феринген до Зигмаринген през 1100 – 1130 г. в село Ферингендорф и започва да се нарича на него.

## Фамилия
Марквард I фон Феринген-Зигмаринген се жени за фон Неленбург, дъщеря наследничка на Еберхард фон Неленбург († сл. 1112). Тя е сестра на граф Еберхард II фон Неленбург († сл. 1169). Те имат трима сина:
- Манеголд I фон Феринген († сл. 3 май 1186), граф на Феринген, баща на:
  - Волфрад I фон Феринген († сл. 1216), граф на Феринген, женен за Берхун фон Кирхберг († 1220); синовете му наследяват Неленбург
  - Хайнрих († 1223), княжески епископ на Щрасбург (1202 – 1223)
  - Вилибирг фон Феринген, омъжена пр. 10 март 1169 г. за Рудолф I фон Вац († 1194/1200)
- Хайнрих I фон Феринген († 1 септември 1190 в кръстоносен поход), граф на Феринген
- Улрих фон Неленбург († 15 януари 1200), абат на манастир „Ст. Гален“ (1198/1199)